# Sven Fritiof Wennerholm

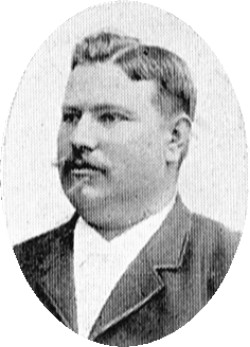
Sven Fritiof Wennerholm.

Sven Fritiof Wennerholm, född 13 november 1839 i Kvenneberga socken, död 22 november 1911 i Katarina församling i Stockholm, var en svensk byggmästare.

## Biografi
Wennerholm flyttade 1879 till Stockholm. I april 1894 godkändes han av Stockholms byggnadsnämnd men han verkade som byggmästare redan tidigare, till en början tillsammans med byggmästaren Håkan Bergkvist. Efter 1888 drev han sin verksamhet i egen regi, både som byggmästare och fastighetsägare, exempelvis vid bygget i fastigheten Krabaten 3 (Strandvägen 13) som stod färdig 1896. Wennerholm fann sin sista vila på Resmo kyrkas kyrkogård där han gravsattes den 2 december 1911.

### Uppförda nybyggen (urval)

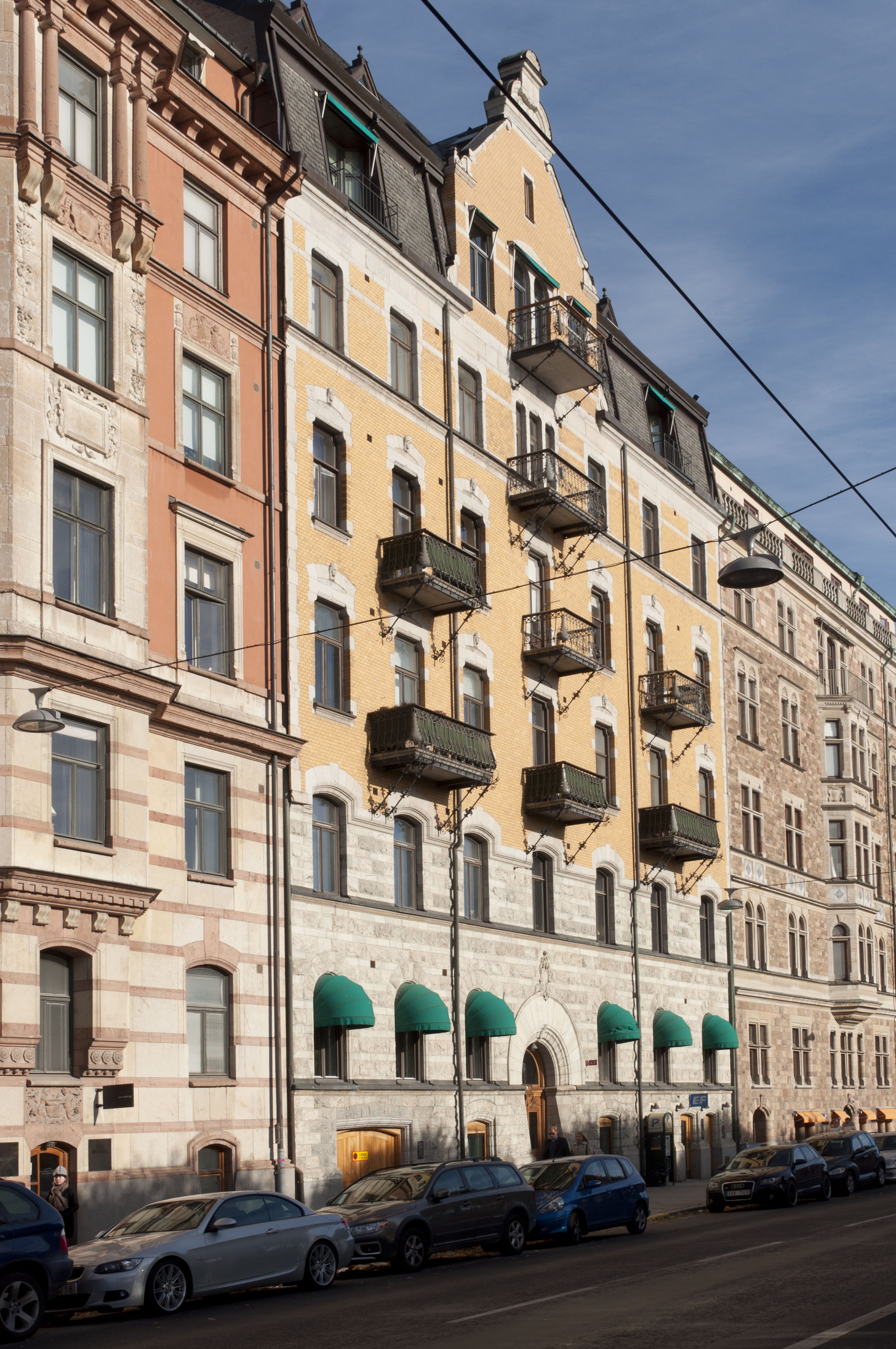
Krabaten 3, Strandvägen 13.

I kronologisk ordning. Kvartersbeteckningar och gatuadresser enligt Stockholms byggnadsnämnd - Anteckningar om Stockholms byggmästare (1897), de kan ha ändrad sig fram till idag.
Tillsammans med Håkan Bergkvist
- Planeten 4, Kungstensgatan 60 (1885)
- Adlern mindre 16, Vegagatan 8 (1886–1887)
- Björken 13, Floragatan 18 (1886–1887)
- Väduren 6, Roslagsgatan 18 (1886–1887)
- Renen 23, Brahegatan 58 (1886–1887)

I egen regi
- Bävern 18, Nybrogatan 73 (1888–1889)
- Storken 3, Sibyllegatan 56 (1890–1891)
- Masken 8, Hammarbygatan 15 (1890–1891)
- Bondetorpet 16, Södermannagatan 34 (1890–1891)
- Sjöhästen 17, Artillerigatan 7 (1890–1891)
- Edelmannen mindre, Grevgatan 4 (1895–1896)
- Krabaten 3, Strandvägen 13 (1896–1897)